# HALO Trust
The HALO Trust est une organisation non-gouvernementale humanitaire qui travaille principalement dans l'élimination des mines et autres explosifs laissés à la fin des conflits. Avec plus de 10,000 employés, HALO opérait en 2024 dans 32 pays.
Le siège de HALO est à Thornhill, Dumfries and Galloway, au Royaume Uni. HALO a des bureaux à Salisbury au Royaume Uni, à Washington, D.C., et à La Haye aux Pays-Bas.

## Histoire
L'organisation a été fondée en 1988 par Guy Willoughby, Colin Campbell Mitchell, membre du Parlement du Royaume-Uni, et Sue Mitchell.

## Articles wiki liés
Déminage humanitaire